# Vinylshakerz
Vinylshakerz byl německý dance projekt, který se proslavil především remixem hitu „One Night In Bangkok“, původně zpívaná Murrayem Headem. Producenti také remixují materiál pro ostatní hudebníky, především pro dance kompilace.

## Discografie

### Alba
- 2006 „Very Superior“
- 2008 „Hypn eik naxui“

### Singly
- 2004 „One Night In Bangkok“
- 2005 „Tekkno Trash (Pay No Cash)“
- 2005 „Club Tropicana“
- 2006 „Daddy Cool“
- 2006 „Luv In Japan“
- 2007 „Forgets Me Not“
- 2008 „Can U Hear Me“
- 2008 „Hypnotic Tango“

### Remixy
- 2004 „Dance United - Help Asia!“
- 2005 „Divided - Easy Lover (vs. Grooves)“
- 2005 „Sunset Strippers - Falling Stars“
- 2005 „Gift - Yummy Yummy Song“
- 2005 „666 - Supadupafly 2005“
- 2005 „Groove Coverage - Holy Virgin“
- 2005 „Mike Austin - Kylie“
- 2006 „Marcus Levin - Tempt The Fate“
- 2006 „Musikk Feat. John Rock - Love Changes (Everything)“
- 2008 „Mark´Oh - I don't like Mondays“